# Kobzar
Kobzar (ukr. кобзар), riječ iz ukrajinskog jezika (українська мова). Označava slijepe svirače u 19. st. koji su svirali narodne pjesme; glaub. ukrajinski narodni pjevač, pjeva narodne pjesme biline. 
"Kobzar" je također naziva djela ukrajinskog poznatog pisca Tarasa Ševčenka (Тарас Шевченко) u kojem on nakon silnih zabrana ukrajinskog jezika, ukrajinski proglašava jezikom te proriče pad ruskog imperija što je izazvalo veliki bijes ruskog cara te je zbog toga Ševčenko prošao pravu golgotu u ionako kratkom životu (1814. – 1861.).